# جاده ۳۱ ایالات متحده آمریکا
جاده ۳۱ ایالات متحده آمریکا (انگلیسی: U.S. Route 31) یکی از بزرگراه‌های اصلی سیستم بزرگراهی ایالت متحده آمریکا است که به طول ۲۰۶۰ کیلومتر از اسپنیش فورت، آلاباما شروع و در مکیناو سیتی، میشیگان به پایان می‌رسد. این بزرگراه جنوب شرقی آمریکا را به شمال این کشور متصل می‌کند.

## نگارخانه

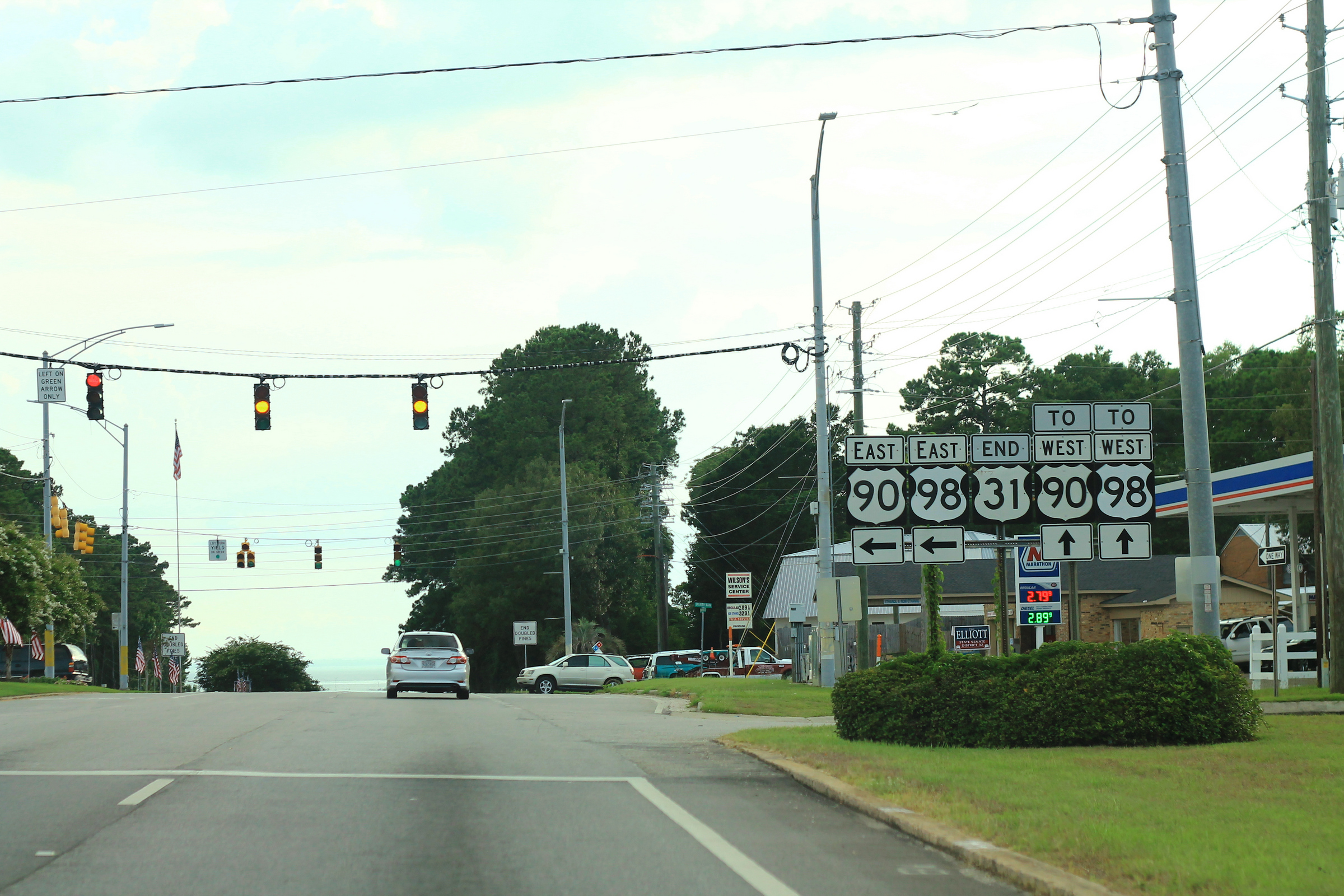
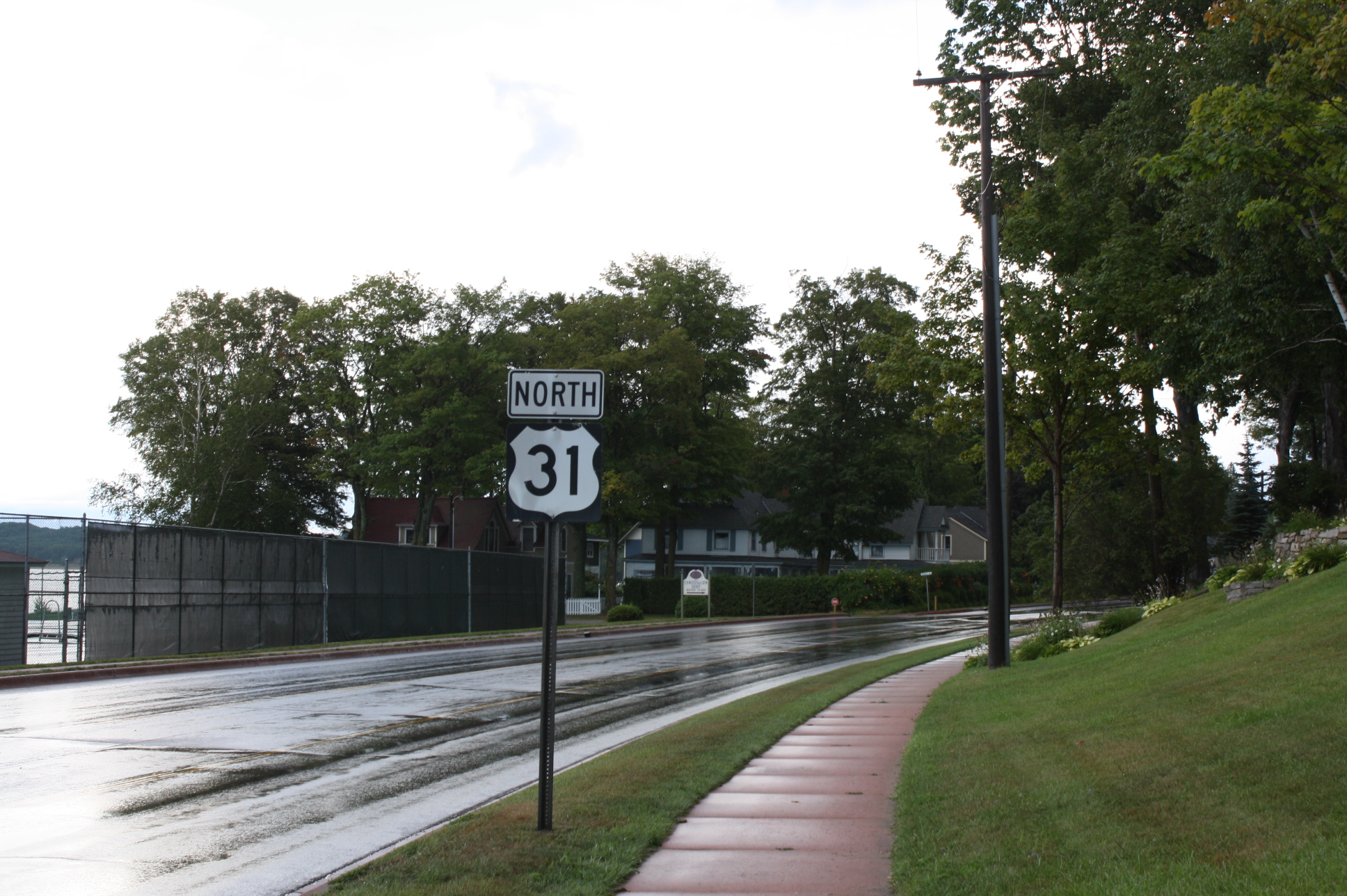
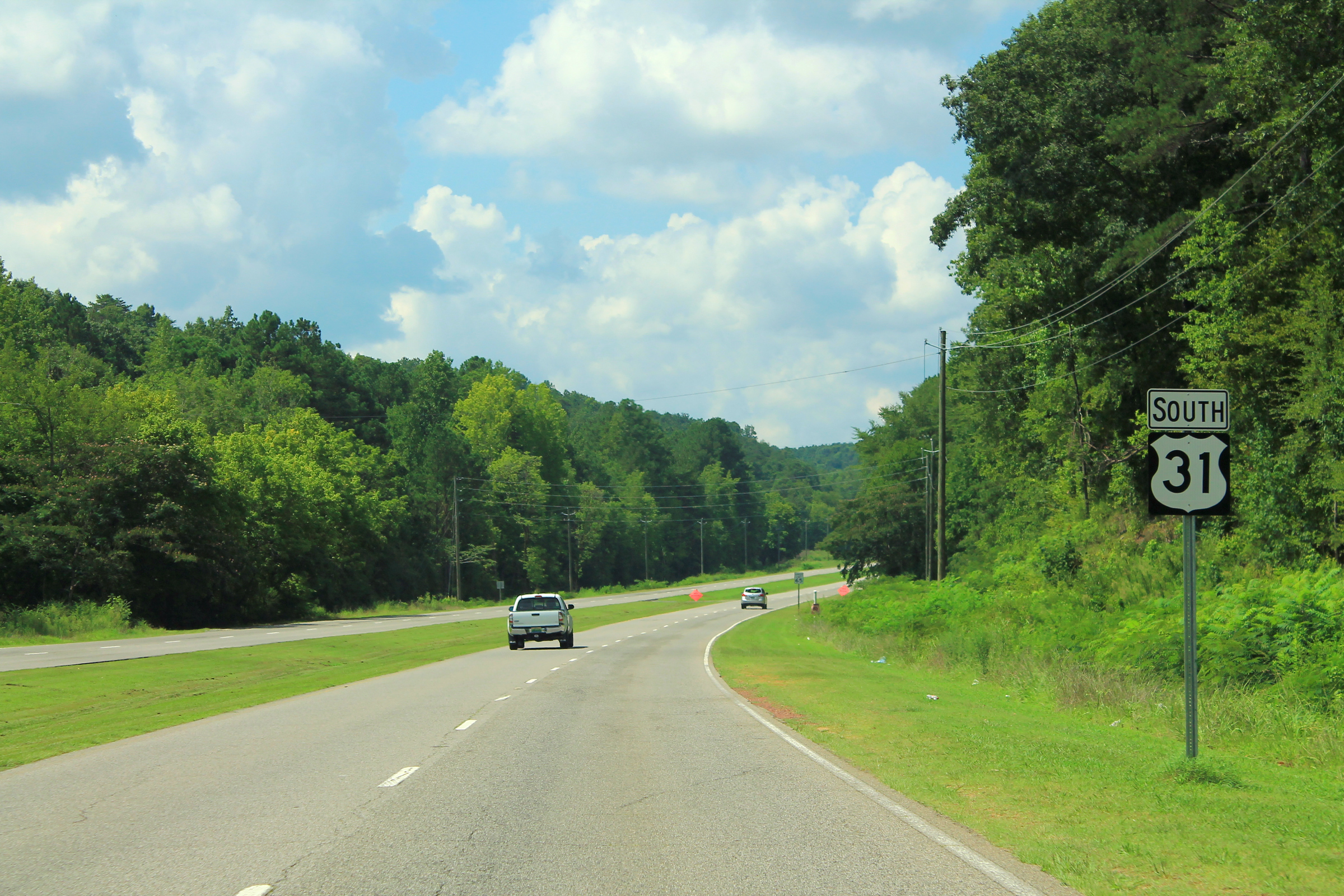
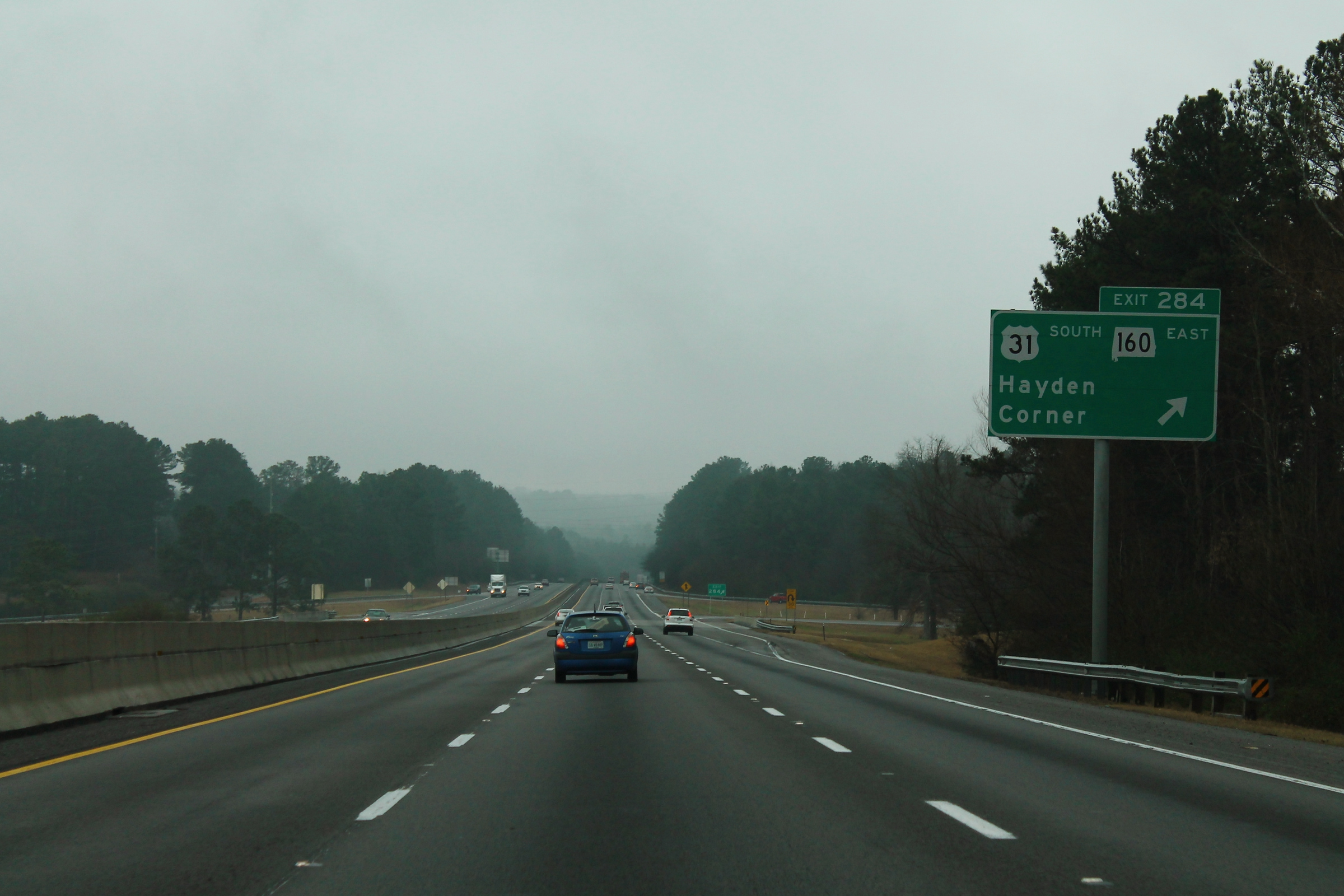